# Joachim Leitert
Joachim Otto Leitert (* 29. Juli 1931 in Dresden; † 19. Februar 2004 in Köln) war ein deutscher Motorradrennfahrer, der in der Motorrad-Weltmeisterschaft in der Achtelliterklasse startete.

## Karriere
Joachim Leitert begann im Jahr 1946 eine Ausbildung als Werkzeugmacher. Später arbeitete er bei der SDAG Wismut als Hauer, Baggerfahrer, Schlosser und Kraftfahrer. Durch die Arbeit kam er über die Gesellschaft für Sport und Technik (GST) zum Motorsport. Anfangs nahm er an Leistungsprüffahrten der GST teil. Leitert lernte dann den Motorradrennfahrer Alfred Fleischer kennen und wurde sein Helfer. Im Jahr 1956 baute sich Leitert eine 125-cm³-Jawa-ČZ auf, um in der Achtelliterklasse für Ausweisfahrer zu starten. Ein Jahr später startete er dann mit einer IFA RT 125. Allerdings erst im Jahr 1958, als er mit einer Dreigang-Drehschieber-MZ an den Start ging, stellten sich erste Erfolge ein.
Im Jahr 1959 konnte er eine MZ RE 125 erwerben und lieferte sich mit Heinz Rosner einen Kampf um den Titel des Juniorenpokals der 125-cm³-Ausweis-Klasse. Sowohl Leitert als auch Rosner, durften daraufhin an ersten Auslandsrennen teilnehmen und wurden zur Saison 1960 in die 125-cm³-Lizenz-Klasse befördert. Leitert durfte 1960 probeweise mit einer 250-cm³-Werks-MZ auf der Bernauer Schleife starten. Jedoch blieb ihm ein Werksvertrag verwehrt, sodass er weiter als Clubfahrer in der Achtelliterklasse startete. In den Jahren 1963 und 1964 wurde er dann jeweils DDR-Vize-Meister in der 125-cm³-Klasse (hinter Dieter Krumpholz bzw. Friedhelm Kohlar).
Das erfolgreichste Jahr für Leitert wurde 1965, in dem er sich im fünften von sieben Rennen vorzeitig den DDR-Meister-Titel in der 125-cm³-Klasse vor Hartmut Bischoff sichern konnte. Zudem durfte er an drei WM-Läufen teilnehmen, in denen er einen dritten und zwei vierte Plätze erreichte. Dadurch hatte er nur einen WM-Punkt weniger als der beste DDR-MZ-Werksfahrer Klaus Enderlein und belegte somit den 9. Platz in der WM-Gesamtwertung.
Im folgenden Jahr gab es viele technische Probleme mit seiner Maschine und die Erfolge blieben aus. Sein letztes Rennen fuhr Leitert 1967 in Assen, wo er sich bei einem schweren Sturz eine Verletzung an der Halswirbelsäule zuzog, was seine Motorsportkarriere beendete.
Anfang der 1980er-Jahre zog er mit seiner Familie aus politischen Gründen in die BRD. Am 19. Februar 2004 verstarb Joachim Leitert nach schwerer Krankheit in Köln.

## Titel
- 1963 – 125-cm³-DDR-Vize-Meister auf MZ[6]
- 1964 – 125-cm³-DDR-Vize-Meister auf MZ[5]
- 1965 – 125-cm³-DDR-Meister auf MZ[6][7][9]